# Hypognatha colosso
Hypognatha colosso là một loài nhện trong họ Araneidae.
Loài này thuộc chi Hypognatha. Hypognatha colosso được Herbert Walter Levi miêu tả năm 1996.